# Трикала (областна единица)
Вижте пояснителната страница за други значения на Трикала.
Трѝкала е ном /сега вече регионална единица/ в Централна Гърция, част от административна област Тесалия. Област /регионална единица/ Трикала е с население от 137 723 жители (2005 г.) и с обща площ от 3384 км². Сформирана е през 1881 г. Граничи с областите Кардица на юг, Арта на югозапад, Янина на запад, Гревена на север, и Лариса на изток. Главен град е едноименният град Трикала.